# あなたが選ぶスター紅白歌合戦
『あなたが選ぶスター紅白歌合戦』（あなたがえらぶスターこうはくうたがっせん）は、1968年8月15日から1969年1月2日までNET系列局で放送されていたNETテレビ（現・テレビ朝日）制作の歌謡番組である。全20回。放送時間は毎週木曜 19:00 - 19:30 （日本標準時）。

## 概要
当時の人気歌手たちが男女で紅白それぞれのチームに分かれ、各々の持ち歌で勝負していた番組。司会は青空はるお・あきおが、審査員は各世代から選ばれた50人の視聴者が務めていた。

## 出演者

### 司会
- 青空はるお・あきお

### 紅組歌手
- 西田佐知子
- 泉アキ
- 山本リンダ
- いしだあゆみ
- 園まり
- 青江三奈
- 奥村チヨ
- 中尾ミエ
- 畠山みどり
- 三沢あけみ

### 白組歌手
- フランク永井
- 千昌夫
- ジャッキー吉川とブルーコメッツ
- 荒木一郎
- ジャガーズ
- 城卓矢
- 森進一
- 水原弘
- 鶴岡雅義と東京ロマンチカ
- 新川二郎
- 田辺靖雄
- 美川憲一
- 井沢八郎

## 備考
- 「お笑い大会」と題して行われた10月10日放送分には、初代林家三平、佐々十郎、八代英太らが出場した。
- 「ちびっ子大会」と題して行われた10月17日放送分には、四方晴美や西崎緑らが出場した。さらに応援として、ケロヨン・ブーヨン・ギロバチの3匹が登場した。この3匹は、1968年3月まで日本テレビが同じ時間帯に放送していた『木馬座と遊ぼう』のキャラクターで、12月15日放送分にも再度登場した。